# Euganok
Az euganok alig ismert ókori néptörzs. A raetiai Alpok közt éltek délen egész Pataviumig és Veronáig. Terjedésüket a venétek (venetusok) gátolták, nevüket ma az Euganeus hegyek őrzik. Az ókorban Livius és Idősebb Plinius említi őket.